# Hans von Eulitz

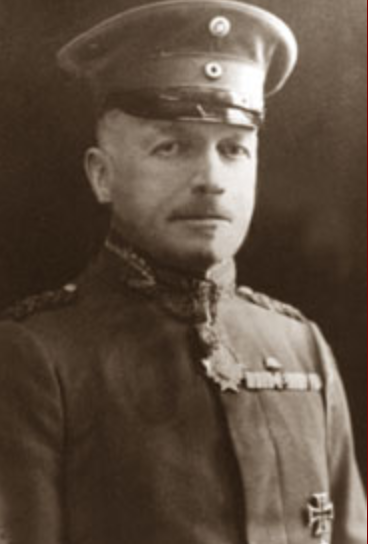
Hans von Eulitz, 21. Januar 1915, mit Ritterkreuz

Hans Alfred Eulitz, seit 1907 von Eulitz (* 13. September 1866 in Pulsitz bei Oschatz; † 28. November 1945 ebenda) war ein sächsischer Generalmajor.

## Leben

### Militärkarriere
Eulitz trat 1885 in die Sächsische Armee ein und avancierte 1886 zum Sekondeleutnant. 1893 stieg er zum Oberleutnant und 1899 zum Hauptmann auf. Er wurde am 23. Mai 1906 zum Major befördert und diente als diensttuender Flügeladjutant des sächsischen Königs. Er wurde am 25. Mai 1907 in den sächsischen Adelstand erhoben. Er wirkte dann 1910 als Kommandeur des I. Bataillons im 1. Leib-Grenadier-Regiment Nr. 100. Er wurde in den folgenden Jahren zum preußischen Großen Generalstab abkommandiert und in dieser Position am 20. März 1912 zum Oberstleutnant befördert. 1914 diente er als Chef des Generalstabes des XII. (I. Königlich Sächsisches) Armee-Korps.

Nach Ausbruch des Ersten Weltkrieges blieb er weiterhin in dieser Funktion, konnte sich während der Schlacht an der Marne auszeichnen und wurde am 15. Oktober 1914 mit dem Ritterkreuz des Militär-St.-Heinrichs-Ordens beliehen. Als Oberst war Eulitz ab dem 14. September 1916 Kommandeur der 1. Infanterie-Brigade Nr. 45. Während der Schlacht an der Somme konnten seine Truppen im Abschnitt Chaulnes die stark überlegenen gegnerischen Kräfte abwehren. Der sächsische König Friedrich August III. sandte Oberst von Eulitz folgendes Telegramm:

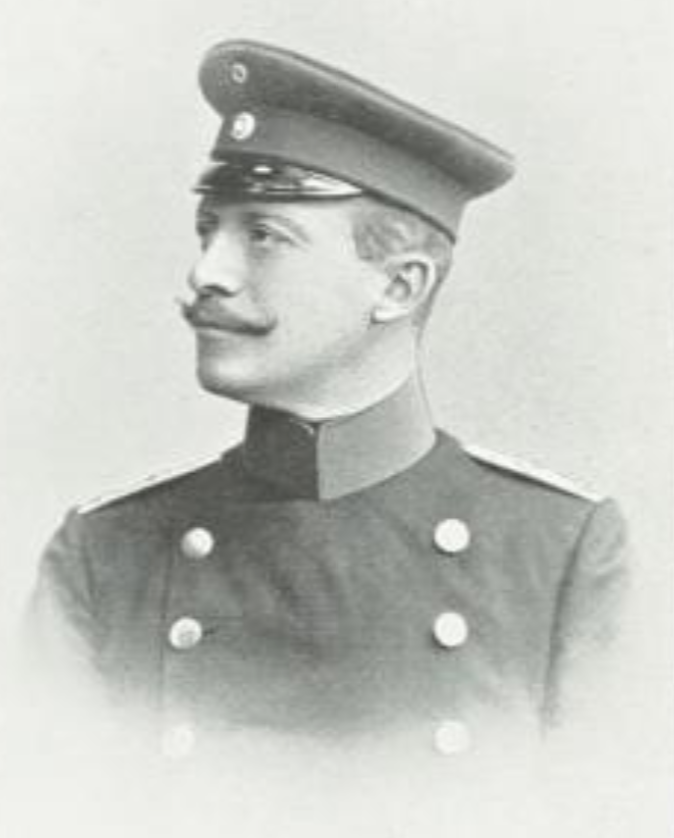
Hans von Eulitz 1899 als Oberleutnant

Es gereicht mir zur Freude, Ihnen beim Besuch der 23. Infanterie-Division mitteilen zu können, daß ich Ihnen in Anerkennung Ihrer vorzüglichen Führung und der tadellosen Haltung Ihrer Brigade das Kommandeurkreuz II. Klasse des Mil.-St.-Heinrich-Ordens verliehen habe.
Eulitz diente ab dem 14. November 1916 als Chef des Generalstabes der Armeeabteilung A unter General Karl Ludwig d’Elsa. Er wurde 1917 zur Obersten Heeresleitung mit der Funktion des Sächsischen Militärbevollmächtigten kommandiert, zum Generalmajor befördert und schied nach Ende des Krieges aus der Armee aus. Er wurde in der Nachkriegszeit Vorsitzender des Landesverbandes Sachsen vom Deutschen Offiziersbund.

### Familie
Er war Sohn des sächsischen Politiker Adolf Eulitz und dessen Ehefrau Henriette Rossberg. Sein Vater war mehrere Jahre im sächsischen Landtag vertreten. 1902 heiratete Hans in Karlsruhe Margarete Elisabeth Sautier.